# Kagurabachi
«Kagurabachi» (яп. カグラバチ Кагурабати) — манга, написанная и проиллюстрированная Такэру Хокадзоно. Публикуется с сентября 2023 года в журнале Weekly Shōnen Jump издательства Shueisha. По состоянию на июль 2025 года издана в восьми танкобонах.
К маю 2025 года тираж манги превысил 2,2 миллиона экземпляров. В 2024 году серия выиграла 10-ю премию Next Manga Award в категории «Печатные издания», а также была номинирована на 70-ю премию Shogakukan Manga Award.

## Сюжет
Восемнадцать лет назад, во время войны Сэйтэй, Кунисигэ Рокухира был самым известным человеком в Японии. Будучи мастером-кузнецом, он выковал шесть магических мечей, каждый из которых был наделён особой силой, обеспечившей победу страны. После войны Кунисигэ удалился в горы со своим сыном Тихиро, который начал усердно изучать ремесло. Приближаясь к своему пятнадцатилетию, рассудительный Тихиро решил однажды стать преемником своего отца. Однако его планы рухнули, когда он стал свидетелем того, как группа могущественных чародеев убила его отца и украла священные мечи.
Спустя три года после инцидента Тихиро продолжает жить с ненавистью в сердце и сильным желанием отомстить. Вооружившись Небесной Бездной — седьмым и последним магическим мечом, который Кунисигэ выковал втайне, Тихиро уничтожает злодеев, связанных с Хисяку — организацией, которую он считает ответственной за смерть своего отца. Тихиро ещё не раскрыл весь потенциал Небесной Бездны и не довёл своё мастерство владения мечом до совершенства, но он не остановится ни перед чем, чтобы вернуть украденные мечи, отомстить за своего отца и почтить наследие, которое тот оставил после себя.

## Медиа
Kagurabachi написана и проиллюстрирована Такэру Хокадзоно. Выпуск манги начался 19 сентября 2023 года в журнале Weekly Shonen Jump издательства Shueisha. Первый том был выпущен 2 февраля 2024 года. Всего издательством Shueisha к июлю 2025 года выпущено восемь томов-танкобонов манги.

### Список томов
| № | Дата публикации   | ISBN                   |
| - | ----------------- | ---------------------- |
| 1 | 2 февраля 2024 г. | ISBN 978-4-08-883819-9 |
| 2 | 2 мая 2024 г.     | ISBN 978-4-08-883880-9 |
| 3 | 4 июля 2024 г.    | ISBN 978-4-08-884116-8 |
| 4 | 4 октября 2024 г. | ISBN 978-4-08-884209-7 |
| 5 | 4 декабря 2024 г. | ISBN 978-4-08-884348-3 |
| 6 | 4 марта 2025 г.   | ISBN 978-4-08-884399-5 |
| 7 | 2 мая 2025 г.     | ISBN 978-4-08-884413-8 |
| 8 | 4 июля 2025 г.    | ISBN 978-4-08-884566-1 |